# Songs from the Labyrinth
| Recensione           | Giudizio |
| -------------------- | -------- |
| AllMusic             |          |
| Entertainment Weekly | (C+)     |
| Rolling Stone        |          |

Songs from the Labyrinth è l'ottavo album in studio del cantante britannico Sting, pubblicato dalla Deutsche Grammophon nel 2006. Si tratta di una raccolta di musiche barocche composte da John Dowland ed eseguite da Sting con la collaborazione del liutista croato/bosniaco Edin Karamazov. Ha debuttato al 24º posto della Official Albums Chart nel Regno Unito e ha raggiunto il 25º posto della Billboard 200 negli Stati Uniti, registrando alte posizioni nelle classifiche popolari per essere un album di musica classica. Tuttavia, è stato un successo minore se confrontato agli altri album di Sting, il primo a fallire l'accesso alla top 10 del Regno Unito dai tempi di Bring on the Night.
L'album è stato pubblicato in versione LP in vinile e CD comprendenti 23 tracce nel 2006, in versione CD+DVD con 8+16 tracce nel 2007 con il titolo The Journey and the Labyrinth, e nel 2008 in versione CD con 26 tracce (con incluse esibizioni solista di Sting in Fields of Gold e Message in a Bottle). Nel tardo agosto 2013, è stata pubblicata una speciale "Dowland Anniversary Edition", che include 32 tracce su un unico CD (l'intero album originale più alcuni pezzi dal vivo), così come un DVD con il documentario originale.

## Tracce
Le musiche sono tutte composte da John Dowland, eccetto la traccia 5 di Robert Johnson, e i testi composti da parolieri anonimi, eccetto dove indicato. La lista tracce include la lettura di una lettera scritta da Dowland a Robert Cecil, I conte di Salisbury.
1. Walsingham (musica: John Dowland; testo attribuito a Robert Devereux, II conte d'Essex) – 0:38 [strumentale]
2. Can She Excuse My Wrongs (musica: Dowland) – 2:35
3. Ryght Honorable... – 0:40 [lettera a Robert Cecil, I conte di Salisbury]
4. Flow My Tears (Lachrimae) (musica: Dowland) – 4:42
5. Have You Seen the Bright Lily Grow (musica: Robert Johnson, testo: Ben Jonson) – 2:35
6. ...Then in Time Passing On... – 0:32 [continuazione della lettera]
7. The Battle Galliard (musica: Dowland) – 3:01
8. The Lowest Trees Have Tops (testo: Sir Edward Dyer) – 2:16
9. ... And Accordinge as I Desired Ther Cam a Letter... – 0:55 [continuazione della lettera]
10. Fine Knacks for Ladies (musica: Dowland) – 1:50
11. ...From Thence I Went to Landgrave of Hessen... – 0:24 [continuazione della lettera]
12. Fantasy (musica: Dowland) – 2:42
13. Come, Heavy Sleep (musica: Dowland) – 3:46
14. Forlorn Hope Fancy (musica: Dowland) – 3:08
15. ...And from Thence I Had Great Desire to See Italy... – 0:28 [continuazione delle lettera]
16. Come Again (musica: Dowland) – 2:56
17. Wilt Thou Unkind Thus Reave Me (musica: Dowland) – 2:40
18. ...After My Departures I Caled to Mynde... – 0:30 [continuazione della lettera]
19. Weep You No More, Sad Fountains (musica: Dowland) – 2:38
20. My Lord Willoughby's Welcome Home (musica: Dowland) – 1:34
21. Clear or Cloudy (musica: Dowland) – 2:47
22. ...Men Say That the Kinge of Spain... – 1:01 [continuazione della lettera]
23. In Darkness Let Me Dwell (musica: Dowland) – 4:12

### Tracce bonus dell'edizione del 2008
1. Fields of Gold (Sting) – 3:34
2. Message in a Bottle (Sting) – 5:40
3. Have You Seen the Bright Lily Grow – 2:42 [versione alternativa]

Fields of Gold e Message in a Bottle sono gli unici pezzi dell'album ad essere stati scritti da Sting. Sono qui inseriti in una speciale versione dal vivo accompagnati da un liuto.

## Relativo album dal vivo e documentario

### Disco 1: CD
1. Flow My Tears (Lachrimae)
2. The Lowest Trees Have Tops
3. Fantasy
4. Come Again
5. Have You Seen the Bright Lily Grow
6. In Darkness Let Me Dwell
7. Hellhound on My Trail (cover di Robert Johnson)
8. Message in a Bottle

### Disco 2: DVD
1. Come Again
2. -Project Origin-
3. Can She Excuse My Wrongs
4. -The Lute and the Labyrinth-
5. The Lowest Trees Have Tops
6. Flow My Tears
7. -Dowland's Exile-
8. Clear or Cloudy
9. -Political Intrigue-
10. Have You Seen The Bright Lily Grow
11. Weep You No More Sad Fountains
12. Le Rossignol
13. -Religion-
14. -Sting and the Lute-
15. Come, Heavy Sleep
16. In Darkness Let Me Dwell

## Classifiche

### Classifiche settimanali
| Classifica (2006)    | Posizione massima |
| -------------------- | ----------------- |
| Europa               | 12                |
| Italia               | 7                 |
| Polonia              | 7                 |
| Regno Unito          | 24                |
| Stati Uniti          | 25                |
| Top Classical Albums | 1                 |
| Top Digital Albums   | 9                 |
| Top Internet Albums  | 6                 |

### Classifiche di fine anno
| Classifica (2006) | Posizione |
| ----------------- | --------- |
| Italia            | 68        |

## Tour promozionale
Per promuovere l'album, Sting intraprese un tour mondiale per lui inedito nelle chiese e nei teatri. Il tour partì 13 ottobre 2006 dalla chiesa dedicata a Luca evangelista a Londra (Inghilterra) e conclusosi l'11 febbraio 2009 alla Vatroslav Lisinski Concert Hall di Zagabria (Croazia).